# Itxurakeriari Stop!! Hypocrisy Tour 93
Itxurakeriari Stop!! Hypocrisy Tour 93 es el nombre de la tercera gira internacional del grupo de rock de fusión vasco Negu Gorriak. Fue la gira más intensa y ambiciosa que realizó el grupo durante toda su andadura: 35 conciertos en diez países durante dos meses.
Salieron de Irún el día 3 de septiembre hacia Zúrich. El equipo estuvo compuesto por los cinco músicos, Jitu (chófer de la furgoneta) y Anjel Katarain (técnico de sonido). En Zúrich se encontraron con su mánager de gira: Pipo, gerente del sello Rec Rec (quienes habían editado Gure Jarrera y Borreroak en Suiza y se encargaron de su distribución europea). El 4 de septiembre en la ciudad austriaca de Hohenems en un festival junto a seis bandas locales y los estadounidenses The Jesus Lizard. Negu tocaron como cabezas de cartel ante unas 1000 personas. El día 5 el grupo puso rumbo a Praga y el 6 en Viena.
En Italia tocaron junto a la Banda Bassotti en cuatro fechas, una de las cuales era una fiesta de apoyo a la Refundación Comunista. En Florencia tocaron en el Centro Popular Autogestionado, una antigua fábrica okupada. Como el aforo era pequeño, se colocó una pantalla para que la gente que no pudiese entrar siguiese el concierto desde un patio exterior. En Roma dieron uno de los conciertos de la gira más multitudinarios: 6.000 personas.
En Suiza se les unieron Tapia eta Leturia, con quienes dieron varios conciertos allí y en Alemania. Fue en Suiza (el 17 de septiembre) donde dieron, franta a 1.500 personas «de los mejores conciertos de la gira», según Fermin Muguruza.
En Alemania dieron un total de seis conciertos y aprovecharon para visitar las Hafenstraasse, unas viviendas okupadas famosas por sus murales de apoyo a la R.A.F. y Cistania, un pueblo okupado en el que viven cerca de 1000 personas. El grupo tuvo éxito en Berlín («el concierto, como siempre en Berlín, una fiesta») y Colonia («todos flipados, el público y nosotros»).
Ya en Países Bajos (donde tuvieron que cancelar el concierto en Ámsterdam) tocaron en Sneek, donde participaron en un festival de música de lenguas minoritarias, junto a grupos bretones, frisones y galeses. 
En Francia y Bélgica contaron como road-mánager con Philippe Renaud, mánager de Mano Negra, con quienes compartieron un par de conciertos, uno de ellos no programado en Nantes, ante 150 personas en un pequeño bar llamado «Chez Cédes». Entre los ocho conciertos que dieron en Francia, encontraron un hueco para tocar en «solidaridad con los presos vascos del territorio francés» junto a Ama Say.
Cuatro días después iniciaron la gira española: Madrid, Valencia, Barcelona, Zaragoza, Santiago de Compostela y Bilbao. En Madrid, Negu Gorriak tocaron en la ya desaparecida sála Revólver. Por petición expresa del grupo, el aforo se limitó a 850 entradas. En Santiago tocaron en la sala Nasa, (una sala fundada por el grupo gallego Chévere y autogestionada por artistas, sin ningún tipo de intermediarios) ante 500 personas. El último concierto fue el 30 de octubre en Bilbao, organizado a favor de las Gestoras Pro Amnistía. Junto a Negu actuaron los recién aparecidos Lin Ton Taun, Mano Negra (con el nombre de Radio Bemba) y Negu. Al concierto, que fue grabado, acudieron 9.000 personas, editándose en 1994 con el título de Hipokrisiari Stop! Bilbo 93-X-30 .

## Fechas, ciudades y grupos con los que tocaron
| Día              | Lugar                       | Ciudad                 | País               | Notas                                                                                  |
| 4 de septiembre  | Festival de Hohenems        | Hohenems               | Austria            | Tocaron en el Festival junto a The Jesus Lizard y HP Zinker.                           |
| 5 de septiembre  | Bunkr                       | Praga                  | República Checa    |                                                                                        |
| 6 de septiembre  | Arena                       | Viena                  | Austria            | Con Messer Banzai.                                                                     |
| 8 de septiembre  | Centro Popolare Autogestito | Florencia              | Italia             | Con Banda Bassotti.                                                                    |
| 10 de septiembre |                             | Roma                   | Italia             | Tocaron con Banda Bassotti en una fiesta de Refundación Comunista.                     |
| 11 de septiembre | Anfiteatro                  | Bolonia                | Italia             | Con Banda Bassotti.                                                                    |
| 12 de septiembre | Leon Caballo                | Milán                  | Italia             | Con Banda Bassotti.                                                                    |
| 14 de septiembre | L'Usine                     | Ginebra                | Suiza              |                                                                                        |
| 16 de septiembre | Kaserne Reithalle           | Basilea                | Suiza              | Con Tapia eta Leturia.                                                                 |
| 17 de septiembre | Rote Fabrik                 | Zúrich                 | Suiza              | Con Female Trouble y Tapia eta Leturia.                                                |
| 20 de septiembre | Backstage Charterhalle      | Múnich                 | Alemania           | Concierto junto a Funk Addicts, P.N.A.T.S.H. y Tapia eta Leturia.                      |
| 21 de septiembre | TU Mensa                    | Berlín                 | Alemania           | Con Tapia eta Leturia.                                                                 |
| 23 de septiembre | Hafenstrasse                | Hamburgo               | Alemania           |                                                                                        |
| 24 de septiembre | Ungodhumset                 | Copenague              | Dinamarca          |                                                                                        |
| 25 de septiembre | Jugendclubhaus Mau          | Rostock                | Alemania           |                                                                                        |
| 27 de septiembre | Weltspiele                  | Hanóver                | Alemania           |                                                                                        |
| 28 de septiembre | Rhenania                    | Colonia                | Alemania           | Con Holly Rollers.                                                                     |
| 1 de octubre     | Metropol                    | Hengelo                | Países Bajos       | Con Klinkhamer                                                                         |
| 2 de octubre     | Bolwerk                     | Sneek                  | Países Bajos       |                                                                                        |
| 3 de octubre     | Le Rockamadour              | Dour                   | Bélgica            | Con Les Sheriffs.                                                                      |
| 5 de octubre     | Agora                       | Lieja                  | Bélgica            | Con Slugs.                                                                             |
| 6 de octubre     | Imagine                     | Lille                  | Francia            | Con Urban Navajos                                                                      |
| 8 de octubre     | Elysée Montmartre           | París                  | Francia            | Con Hoax.                                                                              |
| 9 de octubre     | Rockambolesque              | Rennes                 | Francia            | Con Honorius Spirit                                                                    |
| 10 de octubre    | Chez Cédes                  | Nantes                 | Francia            | Concierto sorpresa con Mano Negra                                                      |
| 11 de octubre    | Le Faucon Malte             | Notre-Dame-de-Monts    | Francia            | Con Mano Negra.                                                                        |
| 12 de octubre    | Le Batreau Ivre             | Tours                  | Francia            | Con Infraktion                                                                         |
| 14 de octubre    | Theatre Barbey              | Burdeos                | Francia            | Con Specimen                                                                           |
| 15 de octubre    | Foire Exposition            | Pau                    | Francia            | Concierto en solidadridad con los presos vascos en cárceles francesas, junto a Ama Say |
| 19 de octubre    | Sala Revólver               | Madrid                 | España             |                                                                                        |
| 20 de octubre    | Zeppelin Rock               | Valencia               | España             |                                                                                        |
| 22 de octubre    | Sala Zeleste                | Barcelona              | Cataluña, España   | Junto a Dr. Calypso y Lin Ton Taun.                                                    |
| 23 de octubre    | Centro Cultural Delicias    | Zaragoza               | España             |                                                                                        |
| 26 de octubre    | Sala Nasa                   | Santiago de Compostela | Galicia, España    |                                                                                        |
| 30 de octubre    | Erakustazoka                | Bilbao                 | País Vasco, España | Con Radio Bemnba (Mano Negra) y Lin Ton Taun                                           |